# گلسنگ کرانه‌ای
گلسنگ کرانه‌ای (نام علمی: Xanthoria parietina) نام یک گونه از رده قارچ‌های لبه‌دار است.